# Cimetière militaire allemand de Moulin-sous-Touvent
Le Cimetière militaire allemand de Moulin-sous-Touvent est un cimetière militaire de la Première Guerre mondiale situé sur le territoire de la commune de Moulin-sous-Touvent dans le département de l'Oise.

## Historique
Ce cimetière a été créé en juillet 1920. On y a rassemblé jusque 1927 des dépouilles de soldats transférées de 34 lieux différents des environs, dans un rayon de 25 km autour de Moulin-sous-Touvent.

## Caractéristiques
1 903 soldats allemands reposent dans ce cimetière, dont six non identifiés. Les morts de ce cimetière ont été victimes des combats du mois de septembre 1914, des combats de la guerre de position de la fin 1914 au printemps 1917, lorsque les Allemands se sont repliés sur la Ligne Hindenburg et surtout des combats de 1918, notamment de la bataille du Matz.
Un monument à la mémoire du 96e Régiment d'Infanterie allemand a été déplacé dans ce cimetière, il avait été érigé à l'origine à Bailly, dans la forêt d'Ourscamp.

## Galerie de photos

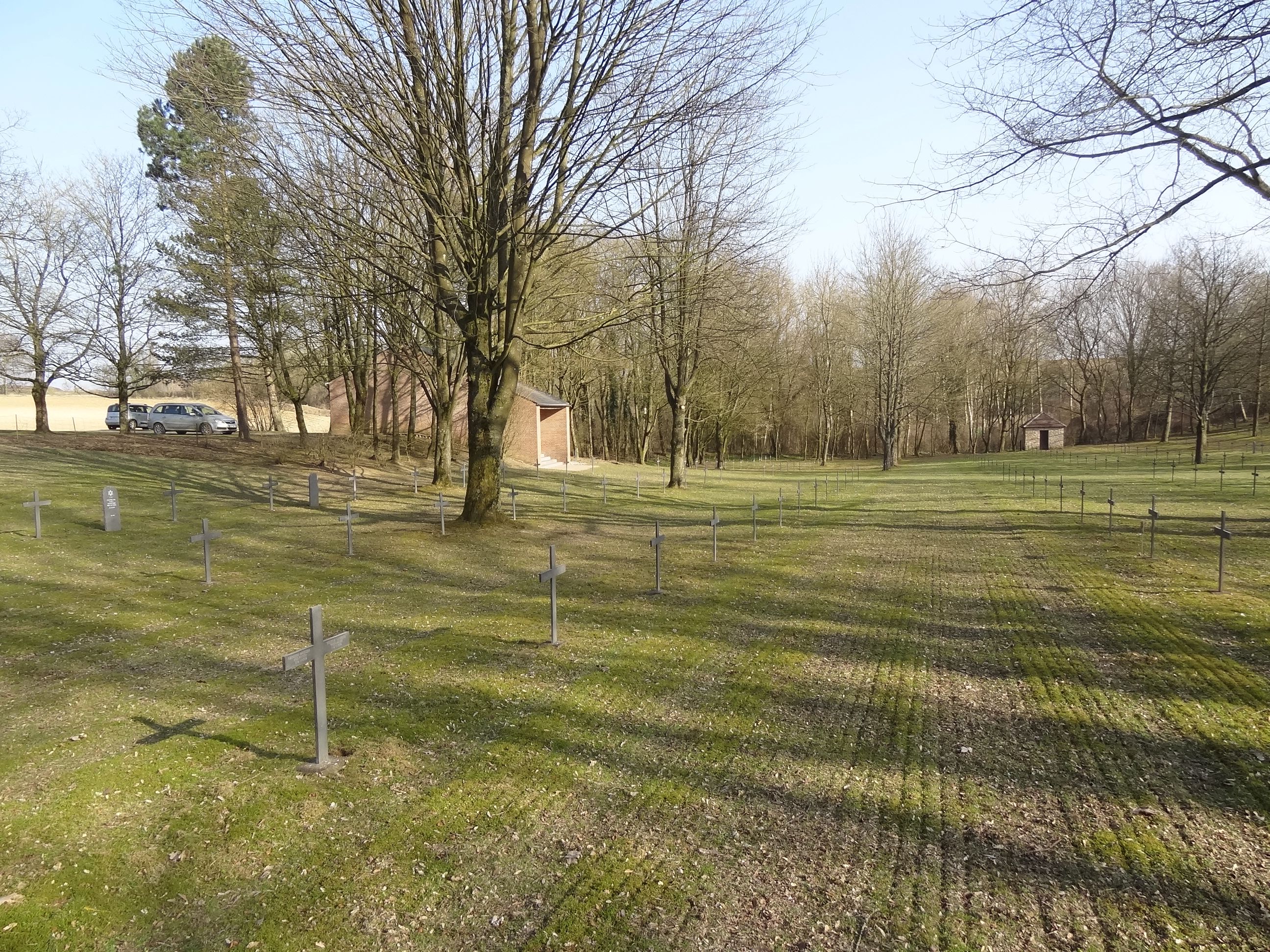
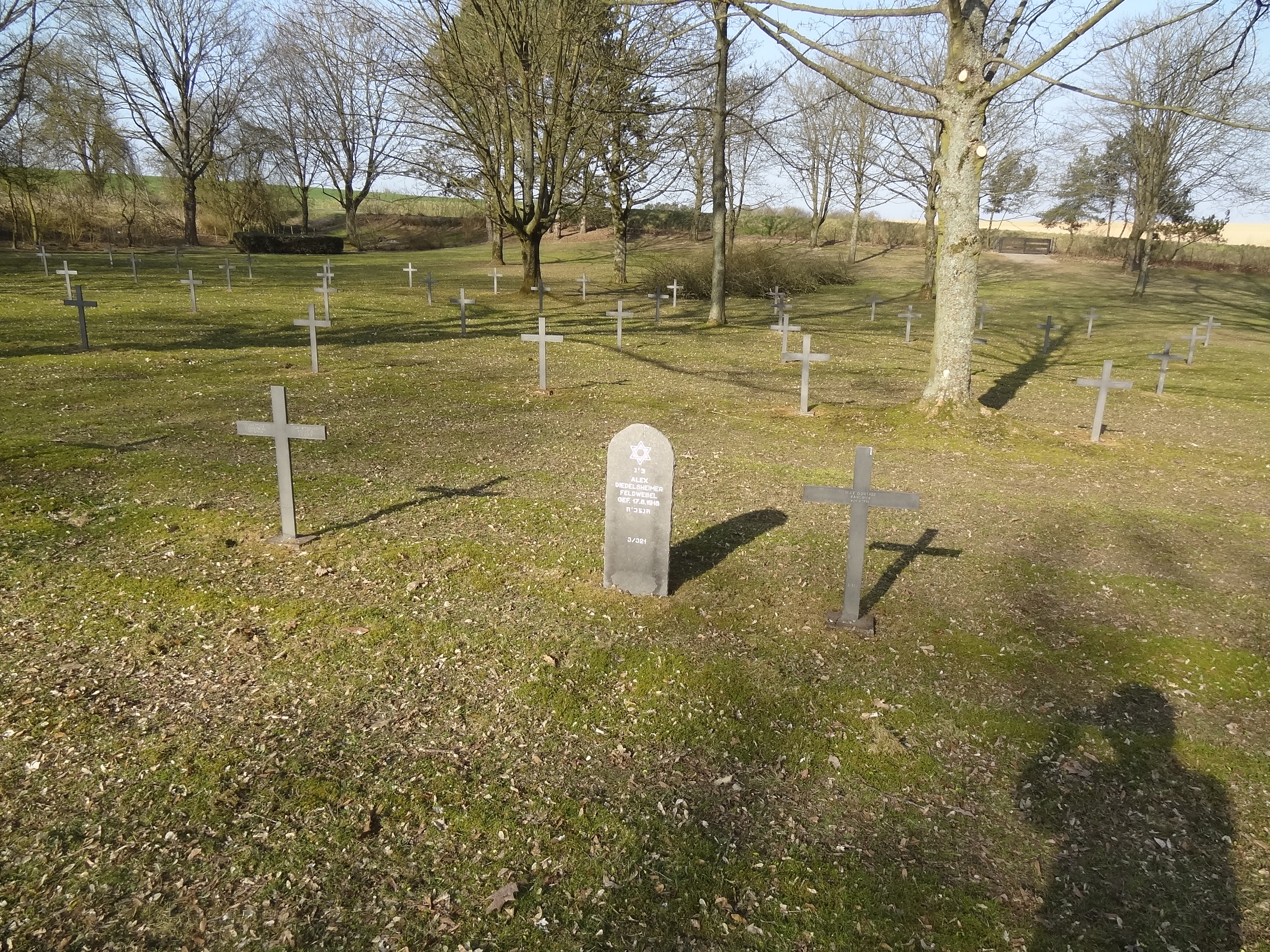